# Железная дорога Павла Чилина
Железная дорога Павла Чилина — парковая железная дорога колеи 300 мм в посёлке Ульяновка, Тосненский район, Ленинградская область, Россия, построенная на своём участке инженером Павлом Чилиным. Подвижной состав дороги включает в себя ручную дрезину, мотодрезину и паровоз, самостоятельно изготовленный Чилиным вместе с единомышленником Сергеем Тереховым.

## История
Мечта иметь собственную маленькую железную дорогу появилась у Павла Чилина ещё в детстве, когда он с родителями отдыхал в Литве. Увиденный на станции Швенчёнеляй узкоколейный паровоз с одним буфером (вместо привычных двух, использовавшихся на обычных железных дорогах) оставил у него впечатление игрушечности, понравилось ему и то, что машинист сам переводил стрелки, выпрыгивая из кабины. Это, по словам самого Павла, определило его увлечение железнодорожным транспортом на всю жизнь. В дальнейшем Павел стал инженером и увлёкся органостроением, построив с 1988 года в импровизированной мастерской на юге Санкт-Петербурга 67 органов. К 1999 году в «хрущёвке» Павлу и его семье стало тесно и он приобрёл участок площадью 13 соток в посёлке Ульяновка. Участок был заболоченным и представлял из себя полуостров, почти окружённый прудом.
В 2008 году, за несколько дней до рождения сына, Павел решил начать укладку на участке путей, таким образом одновременно исполняя свою детскую мечту и получая удобный инструмент для проведения ландшафтных работ, которых всё ещё требовалось очень много. Параллельно с укладкой пути производилась подсыпка участка, поднявшая его уровень примерно на метр, также были вырублены заросли ив, вместо которых Павел высадил сосны, берёзы и осины, вдохновляясь природой Карелии. Ширину колеи, посовещавшись с другими энтузиастами, Павел выбрал в 300 мм, парковая дорога подобной колеи уже существовала в Московской области. В дальнейшем по его примеру в Ленинградской области были построены ещё две дороги с такой же колеёй.
Первое время единственным подвижным составом были несамоходные вагонетки; несмотря на то, что Павел самостоятельно смог построить трактор и паровой катер, создание паровоза он считал невыполнимой задачей. В 2011 году он познакомился с Сергеем Тереховым, занимающимся ремонтом паровозов и вместе они начали сооружение локомотива, продолжавшееся до 2019 года. Созданный ими паровоз стал, вероятно, первым, выпущенным в России с июня 1956 года — предыдущим был П36-0251, последний паровоз СССР, производства Коломенского завода. Также к 2019 году были завершены и работы по сооружению пути.

## Описание
Железная дорога расположена на частном приусадебном участке в посёлке Ульяновка Тосненского района Ленинградской области по адресу улица Кирпичная дом 27. Дорога огибает участок по периметру, длина путей составляет около 330 м; в путевом хозяйстве присутствуют 10 стрелочных переводов, одно пересечение, три разворотных петли и два моста, перекинутых на остров в пруду. Ширина колеи — 300 мм, шпалы деревянные, Павел пропитывает их самостоятельно. Имеется депо, позволяющее ремонтировать и обслуживать подвижной состав.
На 2019 год подвижной состав дороги состоял из трёх вагонеток, пассажирского и товарного вагона, ручной дрезины и паровоза собственного изготовления. Вес локомотива — 900 кг, скорость до 30 км/ч на прямом участке. Мощность — 10 л. с., сила тяги — 20 т, давление пара в котле 10—12 атм. Высота 1,5 м, длина 3 м.
На железной дороге проводятся экскурсии и различные мероприятия, на которых демонстрируется действие паровоза.